# WinM
WinM(Mdir for Windows)은 최정한이 제작한 도스용 MDir의 윈도우 버전이다. 한빛인포텍에서 WinM에 관한 모든 저작권을 갖고 있었으나, 2004년 9월 10일에 폐업하면서 판올림은 4.5.591β에서 끝을 맺었다..

## 참조
1. ↑  “Mdir을 기억하세요?”. 2005년 10월 31일.

## 같이 보기
- MDIR
- 토탈 커맨더